# تیپ شهدای یرموک
تیپ شهدای یرموک گروه شورشی فعال در استان درعا واقع در جنوب سوریه است که بخش‌هایی از ارتفاعات جولان در مرز اسرائیل و اردن را در کنترل خود دارد. این گروه در سال ۲۰۱۲ تأسیس شد و در ابتدا با گروه‌های اصلی معارضین سوری مرتبط بود و متهم شده که به طور پنهانی با داعش بیعت کرده و از آنان دستور می‌گیرد.
تیپ شهدای یرموک در سال‌های ۲۰۱۴ و ۲۰۱۵ چندین بار جنگ‌های خونینی با جبهه النصره (شاخه القاعده در سوریه) و دیگر معارضین سوری داشته است.
تیپ شهدای یرموک در ۱۶ اکتبر ۲۰۱۵ اعلام کرد که پس از چندین بار پرواز هواپیماهای شناسایی اسرائیل بر فراز مناطق تحت تسلط این گروه، هواپیماهای روسی با استفاده از حریم هوایی اسرائیل اقدام به بمباران مواضع این گروه کردند. در نتیجه این گروه اسرائیل را مسئول این حمله می‌داند.